# Callitrichia obtusifrons
Callitrichia obtusifrons är en spindelart som beskrevs av Miller 1970. Callitrichia obtusifrons ingår i släktet Callitrichia och familjen täckvävarspindlar.
Artens utbredningsområde är Angola. Inga underarter finns listade.